# Associazione Sportiva Roma 1999-2000
Questa voce raccoglie le informazioni riguardanti l'Associazione Sportiva Roma nelle competizioni ufficiali della stagione 1999-2000.

## Stagione
Nella stagione 1999-2000 per la prima esperienza di Fabio Capello sulla panchina capitolina, arrivano alla Roma l'attaccante Vincenzo Montella e, nella sessione invernale di mercato, il centrocampista nipponico Hidetoshi Nakata. In campionato la Roma si piazza al sesto posto, ma a diciotto punti di distanza dalla Lazio campione d'Italia, il piazzamento gli permette di riottenere la qualificazione alla Coppa UEFA. In Coppa Italia i giallorossi superano negli ottavi di finale il Piacenza, poi vengono eliminati dal Cagliari nei quarti di finale del torneo, per la prima volta nel torneo viene sperimentata la regola del doppio arbitro.
Nella Coppa UEFA la Roma esce negli ottavi di finale per mano degli inglesi del Leeds Utd., dopo che nel primo turno aveva superato i portoghesi del Vittoria Setubal, nel secondo turno gli svedesi del Goteborg, nei sedicesimi di finale gli inglesi del Newcastle. Due i marcatori giallorossi in doppia cifra in questa stagione, Vincenzo Montella autore di 21 reti, delle quali 18 in campionato e 3 in UEFA e Marco Delvecchio con 12 centri, dei quali 1 in UEFA e 11 in campionato..

## Divise e sponsor

Marco Delvecchio, alla sua quinta stagione a Roma, in azione con la seconda divisa bianca.

Lo sponsor tecnico è Diadora, lo sponsor ufficiale è INA Assitalia. La prima divisa è costituita da maglia rossa, pantaloncini bianchi e calzettoni neri, tutti e tre presentanti decorazioni gialle. In trasferta i Lupi usano una divisa costituita da maglia bianca, pantaloncini bianchi, calzettoni bianchi, tutti e tre con decorazioni giallorosse. Come terza divisa viene usato un kit costituito dallo stesso template della away, con il nero al posto del bianco. I portieri usano due divise: le maglie sono una nera e una grigia con decorazioni gialle e grigie, pantaloncini e calzettoni sono neri.
| Casa | Trasferta | Terza divisa | 1ª portiere | 2ª portiere |

## Organigramma societario
Di seguito l'organigramma societario.
Area direttiva
- Presidente: Franco Sensi
- Vice presidente: Ciro Di Martino
- Consulente del presidente: Nils Liedholm
- Direttore generale: Fabrizio Lucchesi

Area organizzativa
- Team manager: Antonio Tempestilli

Area comunicazione
- Responsabile: Dario Brugnoli

Area tecnica
- Direttore sportivo:
- Allenatore: Fabio Capello
- Allenatore in seconda: Italo Galbiati e Ezio Sella
- Preparatore/i atletico/i: Vincenzo Piccolini e Vito Scala
- Preparatore dei portieri: Roberto Negrisolo

Area sanitaria
- Responsabile: Ernesto Alicicco
- Fisioterapisti: Claudio Conta e Fabio Ruggiu
- Massaggiatori: Giorgio Rossi, Silio Musa e Carlo Zazza

## Rosa

Il neoacquisto Vincenzo Montella, migliore marcatore giallorosso della stagione, posa nel precampionato con la mascotte romanista.

Di seguito la rosa.
| N. |                                | Ruolo | Calciatore                 |
| -- | ------------------------------ | ----- | -------------------------- |
| 1  | Austria (bandiera)             | P     | Michael Konsel             |
| 2  | Brasile (bandiera)             | D     | Cafu                       |
| 3  | Brasile (bandiera)             | D     | Antônio Carlos Zago        |
| 4  | Italia (bandiera)              | C     | Cristiano Zanetti          |
| 5  | Brasile (bandiera)             | C     | Marcos Assunção            |
| 6  | Brasile (bandiera)             | D     | Aldair                     |
| 7  | Argentina (bandiera)           | D     | Gustavo Bartelt            |
| 8  | Russia (bandiera)              | C     | Dmitrij Aleničev           |
| 8  | Giappone (bandiera)            | C     | Hidetoshi Nakata           |
| 9  | Italia (bandiera)              | A     | Vincenzo Montella          |
| 10 | Italia (bandiera)              | A     | Francesco Totti (capitano) |
| 11 | Italia (bandiera)              | C     | Eusebio Di Francesco       |
| 12 | Italia (bandiera)              | P     | Cristiano Lupatelli        |
| 13 | Italia (bandiera)              | C     | Manuele Blasi              |
| 14 | Italia (bandiera)              | A     | Carmine Gautieri           |
| 15 | Italia (bandiera)              | C     | Giuseppe Colucci           |
| 16 | Serbia e Montenegro (bandiera) | C     | Ivan Tomić                 |
| 17 | Italia (bandiera)              | C     | Damiano Tommasi            |
| 18 | Italia (bandiera)              | A     | Alessandro Frau            |
| 18 | Italia (bandiera)              | A     | Paolo Poggi                |

| N. |                          | Ruolo | Calciatore            |
| -- | ------------------------ | ----- | --------------------- |
| 19 | Bielorussia (bandiera)   | D     | Sjarhej Hurėnka       |
| 20 | Italia (bandiera)        | D     | Amedeo Mangone        |
| 21 | Italia (bandiera)        | C     | Gaetano D'Agostino    |
| 22 | Italia (bandiera)        | P     | Francesco Antonioli   |
| 23 | Italia (bandiera)        | D     | Alessandro Rinaldi    |
| 24 | Italia (bandiera)        | A     | Marco Delvecchio      |
| 25 | Grecia (bandiera)        | A     | Lampros Choutos       |
| 26 | Italia (bandiera)        | D     | Joseph Dayo Oshadogan |
| 26 | Guinea-Bissau (bandiera) | C     | Ednilson              |
| 27 | Brasile (bandiera)       | A     | Fábio Júnior          |
| 28 | Italia (bandiera)        | D     | Maurizio Lanzaro      |
| 29 | Italia (bandiera)        | D     | Marco Quadrini        |
| 30 | Italia (bandiera)        | D     | Fabio Petruzzi        |
| 31 | Italia (bandiera)        | D     | Luca Ferri            |
| 32 | Francia (bandiera)       | D     | Vincent Candela       |
| 33 | Turchia (bandiera)       | A     | Neşat Gülünoğlu       |
| 32 | Italia (bandiera)        | P     | Andrea Campagnolo     |
| 34 | Italia (bandiera)        | P     | Marco Amelia          |
| -  | Italia (bandiera)        | P     | Giorgio Sterchele     |
| -  | Italia (bandiera)        | C     | Francesco Statuto     |

## Calciomercato
Di seguito il calciomercato.
| Acquisti | Acquisti              | Acquisti        | Acquisti   |
| R.       | Nome                  | da              | Modalità   |
| -------- | --------------------- | --------------- | ---------- |
| P        | Cristiano Lupatelli   | Fidelis Andria  | definitivo |
| P        | Francesco Antonioli   | Bologna         | definitivo |
| D        | Sjarhej Hurėnka       | Lokomotiv Mosca | definitivo |
| D        | Amedeo Mangone        | Bologna         | definitivo |
| D        | Joseph Dayo Oshadogan | Foggia          | definitivo |
| D        | Filippo Dal Moro      | Ternana         | definitivo |
| C        | Hidetoshi Nakata      | Perugia         | definitivo |
| C        | Cristiano Zanetti     | Cagliari        | definitivo |
| C        | Neşat Gülünoğlu       | Bochum          | definitivo |
| C        | Giuseppe Colucci      | Foggia          | definitivo |
| C        | Marcos Assunção       | Flamengo        | definitivo |
| C        | Manuele Blasi         | Lecce           | definitivo |
| A        | Vincenzo Montella     | Sampdoria       | definitivo |
| A        | Fábio Júnior          | Cruzeiro        | definitivo |
| A        | Paolo Poggi           | Udinese         | definitivo |

| Cessioni | Cessioni              | Cessioni      | Cessioni              |
| R.       | Nome                  | a             | Modalità              |
| -------- | --------------------- | ------------- | --------------------- |
| P        | Michael Konsel        | Venezia       | definitivo (gratuito) |
| P        | Antonio Chimenti      | Lecce         | definitivo            |
| P        | Giorgio Sterchele     | Perugia       | definitivo            |
| D        | Omari Tetradze        | PAOK          | definitivo            |
| D        | Luca Ferri            | Lecco         | definitivo            |
| D        | Filippo Dal Moro      | Lecco         | prestito              |
| D        | Pierre Womé           | Bologna       | definitivo            |
| D        | Marco Quadrini        | Genoa         | definitivo            |
| D        | Joseph Dayo Oshadogan | Reggina       | definitivo            |
| C        | Daniele Conti         | Cagliari      | definitivo            |
| C        | Neşat Gülünoğlu       | Siegen        | definitivo (gratuito) |
| C        | Dmitrij Aleničev      | Perugia       | prestito              |
| C        | Luigi Di Biagio       | Inter         | definitivo            |
| C        | Giuseppe Colucci      | Bordeaux      | prestito              |
| C        | Daniele De Vezze      | Savoia        | definitivo            |
| C        | Alessandro Frau       | Palermo       | definitivo            |
| A        | Paulo Sérgio          | Bayern Monaco | definitivo            |
| A        | Lampros Choutos       | Olympiacos    | definitivo            |
| A        | Carmine Gautieri      | Piacenza      | definitivo            |

## Risultati

### Serie A

#### Girone di andata
| Arbitro: | Collina (Viareggio) |

|             |           |                  |
| Stroppa 82’ | Marcatori | 14’ (rig.) Totti |

| Roma 12 settembre 1999, ore 20:30 2ª giornata | Roma              | 0 – 0 referto | Inter | Stadio Olimpico\| Arbitro: \| Messina (Bergamo) \| |
| Arbitro:                                      | Messina (Bergamo) |               |       |                                                    |

| Arbitro: | Pellegrino (Barcellona Pozzo di Gotto) |

|              |           |                                    |
| Petković 58’ | Marcatori | 38’, 45+2’ Delvecchio 71’ Aleničev |

| Arbitro: | Serena (Bassano del Grappa) |

|                                            |           |           |
| Montella 37’ Assunção 47’ Totti 83’ (rig.) | Marcatori | 82’ Olive |

| Arbitro: | Messina (Bergamo) |

|               |           |                           |
| Batistuta 75’ | Marcatori | 17’, 67’ Cafu 59’ Tommasi |

| Arbitro: | Treossi (Forlì) |

|  |           |            |
|  | Marcatori | 50’ Zidane |

| Arbitro: | Racalbuto (Gallarate) |

|                |           |                  |
| Scarchilli 21’ | Marcatori | 55’ Di Francesco |

| Arbitro: | Trentalange (Torino) |

|                      |           |                               |
| Montella 2’ Zago 40’ | Marcatori | 15’ Oliveira 85’ (rig.) Mboma |

| Arbitro: | Braschi (Prato) |

|  |           |                                                                             |
|  | Marcatori | 4’ (aut.) Oshadogan 28’ (rig.) Montella 39’ Fábio Júnior 45+1’ (rig.) Totti |

| Arbitro: | Tombolini (Ancona) |

|                                      |           |                       |
| Delvecchio 7’, 26’ Montella 11’, 31’ | Marcatori | 52’ (rig.) Mihajlović |

| Arbitro: | Racalbuto (Gallarate) |

|  |           |                     |
|  | Marcatori | 73’, 87’ Delvecchio |

| Arbitro: | Preschern (Mestre) |

|                            |           |                      |
| Totti 41’ Candela 63’, 86’ | Marcatori | 50’ Sesa 69’ Pivotto |

| Arbitro: | Collina (Viareggio) |

|             |           |  |
| Signori 25’ | Marcatori |  |

| Arbitro: | Treossi (Forlì) |

|                       |           |  |
| Crespo 2’ Torrisi 24’ | Marcatori |  |

| Arbitro: | Rosetti (Torino) |

|                              |           |            |
| Montella 2’, 29’, 58’ (rig.) | Marcatori | 4’ Cassano |

| Arbitro: | Bazzoli (Merano) |

|                            |           |                            |
| Bierhoff 38’ José Mari 67’ | Marcatori | 8’ Delvecchio 57’ Montella |

| Arbitro: | Nucini (Bergamo) |

|                                          |           |              |
| Montella 1’ Apolloni 7’ (aut.) Totti 41’ | Marcatori | 20’ Salvetti |

#### Girone di ritorno
| Arbitro: | Pellegrino (Barcellona Pozzo di Gotto) |

|                            |           |               |
| Di Francesco 47’ Totti 75’ | Marcatori | 45+3’ Piovani |

| Arbitro: | Racalbuto (Gallarate) |

|                           |           |            |
| C. Vieri 8’ R. Baggio 42’ | Marcatori | 32’ Aldair |

| Arbitro: | Nucini (Bergamo) |

|                                                                |           |  |
| Candela 9’ Delvecchio 13’, 61’ Montella 41’ N'Gotty 78’ (aut.) | Marcatori |  |

| Arbitro: | Borriello (Mantova) |

|                |           |                                |
| Olive 55’, 80’ | Marcatori | 22’ Nakata 42’ (rig.) Montella |

| Arbitro: | Racalbuto (Gallarate) |

|                                  |           |  |
| Montella 6’, 80’, 90’ Nakata 27’ | Marcatori |  |

| Arbitro: | Braschi (Prato) |

|                           |           |                |
| Davids 31’ F. Inzaghi 46’ | Marcatori | 38’ Delvecchio |

| Arbitro: | Tombolini (Ancona) |

|                |           |  |
| Delvecchio 65’ | Marcatori |  |

| Arbitro: | Paparesta (Bari) |

|           |           |  |
| Mboma 44’ | Marcatori |  |

| Arbitro: | Tombolini (Ancona) |

|  |           |                       |
|  | Marcatori | 29’ Cozza 86’ Cirillo |

| Arbitro: | Messina (Bergamo) |

|                      |           |             |
| Nedvěd 25’ Verón 28’ | Marcatori | 3’ Montella |

| Arbitro: | Bertini (Arezzo) |

|            |           |          |
| Nakata 39’ | Marcatori | 51’ Sosa |

| Lecce 9 aprile 2000, ore 15:00 29ª giornata | Lecce              | 0 – 0 referto | Roma | Stadio Via del Mare\| Arbitro: \| Preschern (Mestre) \| |
| Arbitro:                                    | Preschern (Mestre) |               |      |                                                         |

| Arbitro: | Bonfrisco (Monza) |

|                                      |           |  |
| Montella 27’ (rig.) Totti 60’ (rig.) | Marcatori |  |

| Roma 22 aprile 2000, ore 15:00 31ª giornata | Roma             | 0 – 0 referto | Parma | Stadio Olimpico\| Arbitro: \| Rosetti (Torino) \| |
| Arbitro:                                    | Rosetti (Torino) |               |       |                                                   |

| Bari 30 aprile 2000, ore 15:00 32ª giornata | Bari               | 0 – 0 referto | Roma | Stadio San Nicola\| Arbitro: \| Tombolini (Ancona) \| |
| Arbitro:                                    | Tombolini (Ancona) |               |      |                                                       |

| Arbitro: | Trentalange (Torino) |

|          |           |                     |
| Zago 11’ | Marcatori | 82’ (rig.) Ševčenko |

| Arbitro: | Braschi (Prato) |

|                            |           |                         |
| Adaílton 13’ Cammarata 56’ | Marcatori | 8’ Tommasi 44’ Montella |

### Coppa Italia

#### Fase ad eliminazione diretta
| Arbitri: | Paparesta (Bari) Bertini (Arezzo) |

|  |           |             |
|  | Marcatori | 49’ Piovani |

| Arbitri: | Farina (Novi Ligure) Preschern (Mestre) |

|  |           |                                            |
|  | Marcatori | 55’ Rinaldi 113’ Di Francesco 118’ Candela |

| Arbitri: | Preschern (Mestre) Bertini (Arezzo) |

|  |           |              |
|  | Marcatori | 22’ Oliveira |

| Arbitri: | Messina (Bergamo) Bolognino (Milano) |

|             |           |  |
| O'Neill 80’ | Marcatori |  |

### Coppa UEFA

#### Fase ad eliminazione diretta
| Arbitro: | Mel'nyčuk |

|                                                                            |           |  |
| Aldair 12’ Montella 14’ Aleničev 16’, 54’, 76’ Assunção 40’ Delvecchio 76’ | Marcatori |  |

| Arbitro: | Schoch |

|             |           |  |
| Makinwa 76’ | Marcatori |  |

| Arbitro: | Gallagher |

|  |           |                   |
|  | Marcatori | 36’, 51’ Montella |

| Arbitro: | Torres |

|                  |           |  |
| Fábio Júnior 86’ | Marcatori |  |

| Arbitro: | Colombo |

|                  |           |  |
| Totti 50’ (rig.) | Marcatori |  |

| Newcastle 15 dicembre 1999, ore 21:15 CET Sedicesimi di fiale - Ritorno | Newcastle Utd | 0 – 0 referto | Roma | St James' Park (35.739 spett.)\| Arbitro: \| Strampe \| |
| Arbitro:                                                                | Strampe       |               |      |                                                         |

| Roma 2 marzo 2000, ore 18:00 CET Ottavi di finale - Andata | Roma      | 0 – 0 referto | Leeds Utd | Stadio Olimpico (37.726 spett.)\| Arbitro: \| Veissière \| |
| Arbitro:                                                   | Veissière |               |           |                                                            |

| Arbitro: | García-Aranda |

|            |           |  |
| Kewell 67’ | Marcatori |  |

## Statistiche

### Statistiche di squadra
| Competizione | Punti | In casa | In casa | In casa | In casa | In casa | In casa | In trasferta | In trasferta | In trasferta | In trasferta | In trasferta | In trasferta | Totale | Totale | Totale | Totale | Totale | Totale | DR  |
| Competizione | Punti | G       | V       | N       | P       | Gf      | Gs      | G            | V            | N            | P            | Gf           | Gs           | G      | V      | N      | P      | Gf     | Gs     | DR  |
| ------------ | ----- | ------- | ------- | ------- | ------- | ------- | ------- | ------------ | ------------ | ------------ | ------------ | ------------ | ------------ | ------ | ------ | ------ | ------ | ------ | ------ | --- |
| Serie A      |       | 17      | 10      | 5       | 2       | 34      | 14      | 17           | 4            | 7            | 6            | 23           | 20           | 34     | 14     | 12     | 8      | 57     | 34     | +23 |
| Coppa Italia | -     | 2       | 0       | 0       | 2       | 0       | 2       | 2            | 1            | 0            | 1            | 3            | 1            | 4      | 1      | 0      | 3      | 3      | 3      | 0   |
| Coppa UEFA   | -     | 4       | 3       | 1       | 0       | 9       | 0       | 4            | 1            | 1            | 2            | 2            | 2            | 8      | 4      | 2      | 2      | 11     | 2      | +9  |
| Totale       | -     | 23      | 13      | 6       | 4       | 43      | 16      | 23           | 6            | 8            | 9            | 28           | 23           | 46     | 19     | 14     | 13     | 71     | 39     | +32 |

### Andamento in campionato
| Giornata  | 1 | 2  | 3 | 4 | 5 | 6 | 7 | 8 | 9 | 10 | 11 | 12 | 13 | 14 | 15 | 16 | 17 | 18 | 19 | 20 | 21 | 22 | 23 | 24 | 25 | 26 | 27 | 28 | 29 | 30 | 31 | 32 | 33 | 34 |
| --------- | - | -- | - | - | - | - | - | - | - | -- | -- | -- | -- | -- | -- | -- | -- | -- | -- | -- | -- | -- | -- | -- | -- | -- | -- | -- | -- | -- | -- | -- | -- | -- |
| Luogo     | T | C  | T | C | T | C | T | C | T | C  | T  | C  | T  | T  | C  | T  | C  | C  | T  | C  | T  | C  | T  | C  | T  | C  | T  | C  | T  | C  | C  | T  | C  | T  |
| Risultato | N | N  | V | V | V | P | N | N | V | V  | V  | V  | P  | P  | V  | N  | V  | V  | P  | V  | N  | V  | P  | V  | P  | P  | P  | N  | N  | V  | N  | N  | N  | N  |
| Posizione | 8 | 11 | 6 | 5 | 2 | 4 | 5 | 5 | 4 | 3  | 1  | 1  | 3  | 4  | 4  | 4  | 3  | 3  | 4  | 3  | 4  | 4  | 5  | 4  | 5  | 5  | 6  | 6  | 6  | 5  | 6  | 6  | 6  | 6  |

Fonte:  Italy » Serie A 1999/2000 » Results & Tables, su worldfootball.net.
Legenda:

Luogo: C = Casa; T = Trasferta. Risultato: V = Vittoria; N = Pareggio; P = Sconfitta.